# Sisyranthus imberbis
Sisyranthus imberbis är en oleanderväxtart som beskrevs av William Henry Harvey. Sisyranthus imberbis ingår i släktet Sisyranthus och familjen oleanderväxter. Inga underarter finns listade i Catalogue of Life.